# Cantó de Besiers-3

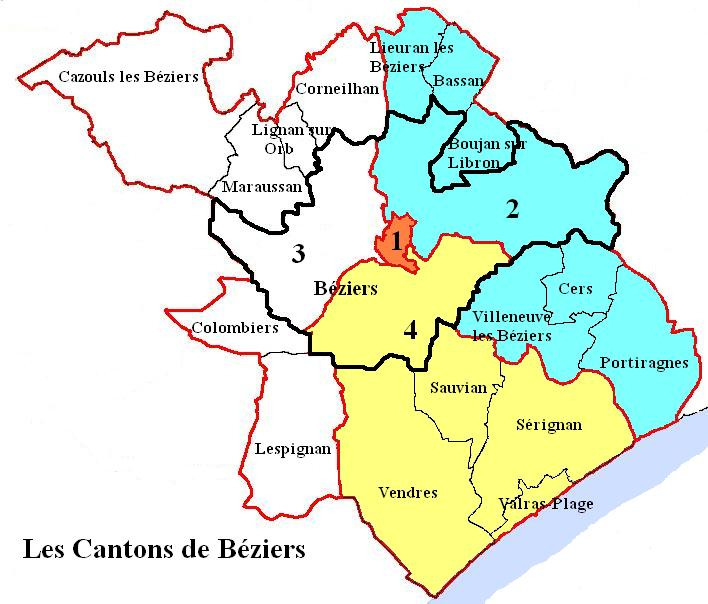
Els antics cantons de Besiers

El cantó de Besiers-3 és un cantó francès del departament de l'Erau, a la regió d'Occitània. Forma part del districte de Besiers, té 8 municipis i una part del municipi que n'és el cap, Besiers.

## Municipis
- Besiers (en part)
- Baçan
- Bojan
- Cèrç
- Cervian
- Espondelhan
- Liuran de Besièrs
- Sauvian
- Vilanòva de Besièrs